# Age of Mythology
Age of Mythology je počítačová realtimová strategická hra od studia Ensemble Studios. Hra byla vydána roku 2002 firmou Microsoft Games. Jedná se o spin-off série Age of Empires. Age of Mythology  se nezabývá opravdovými historickými událostmi, ale bere si svou inspiraci z mytologie jednotlivých hratelných kultur. Typ hry random map dovoluje hráči hrát za jednoho z 15 bohů:
- Řekové: Zeus, Hádés a Poseidon
- Egypťané: Isis, Ra a Set
- Seveřané: Thór, Ódin a Loki
- Atlanťané: Oranos, Gaia a Kronos
- Číňané: Fu Xi, Nü Wa a Shennong

## Hratelnost
Jako většina dalších strategických realtimových her, Age of Mythology je založena na porážení nepřátelských jednotek a osad, stavění vlastních jednotek a budov, a vylepšování znalostí vlastního národa. Takto jsou hráči schopní dobýt civilizace svých rivalů. Hráči si svůj národ vylepšují během čtyř „Věků“: začínaje v Archaickém Věku, hráč se může vylepšit do Klasického Věku, Hrdinského Věku, a naposled do Mytického Věku. Každé vylepšení do nového Věku hráči dá nové vylepšení, jednotky, budovy a schopnosti. Pro vylepšení je ale vždy zapotřebí určitý počet surovin a postavení některé budovy.
V Age of Mythology je pět různých kultur, za které může hráč hrát: Řekové, Egypťané, Seveřané, Atlanťané a Číňané. Každá kultura má tři „hlavní bohy“ –⁠⁠⁠⁠⁠⁠ důležité bohy jednotlivých panteonů jako Ra, Zeus, nebo Odin. Hráč si svého boha vždy vybere než začne hra, nebo v kampani má vždy boha předem přiřazeného. Pokaždé, když hráč postoupí do dalšího věku, vybere si „vedlejšího boha“. Vedlejší bohové jsou méně historicky důležití než jejich hlavní protějšky. Některé příklady jsou Bastet a Afrodita. Všichni bohové dávají hráči unikátní technologie, mytické jednotky a vlastní „božskou sílu“ – Jednorázovou schopnost která může buď uškodit nepříteli, nebo dát výhodu hráči a jeho spojencům.
V Age of Mythology jsou čtyři hlavní suroviny: jídlo, dřevo, zlato a přízeň; Na rozdíl od ostatních her od Ensemble Studios, tato hra neobsahuje kámen jako surovinu. Suroviny se dají použít pro vycvičení jednotek, konstrukci budov a vývoj technologií, a další méně podstatné věci. Jednotky civilistů – Řečtí vesničané, Norští sběratelé a trpaslíci, Egyptští dělníci a rybářské lodě – jsou používány pro získávání surovin. Lovení zvěře, sbírání bobulí, porážení hospodářských zvířat, farmaření a rybaření jsou způsoby kterými se dá získat jídlo. Dřevo se získává kácením stromů a zlato těžením nebo obchodováním. Hráči mohou kupovat vylepšení, která zrychlují sbírání těchto surovin. Přízeň se získává v jiných kulturách různými způsoby: Řekové například musí nechat své vesničany modlit se u chrámů; Egypťané musí stavět monumenty; Seveřané musí lovit a mít hrdiny; Atlanťané získávají přízeň za městská centra; Číňané přízeň získávaní ze zahrad. Všechny suroviny kromě Přízně se dají směňovat s ostatními hráči.

### Kampaň
Základní hra Age of Mythology obsahuje pouze jednu centrální kampaň (čímž se liší od Age of Empires), zvanou „Fall of the Trident“, v překladu Pád Trojzubce. Kampaň je podstatně delší než v předchozích hrách od Ensemble Studios, s celkovým počtem 32 scénářů.
Děj kampaně pojednává o smyšleném hrdinovi Arkantovi, který se vydal z rodné Atlantidy, aby vyhledal ukradený Poseidónův trojzubec. Nicméně časem Atlantiďané přízeň Poseidóna ztratí a ten se rozhodne pomoci zápornému hrdinovi, Kyklopovi Gargarensiovi, osvobodit dávného Titána Krona z Tartaru. Cestou Arkantos získá přízeň Dia a nakonec Kronovi nedovolí uniknout.

### Editor scénářů
Editor v Age of Mythology je mnohem pokročilejší než jeho předchůdce v Age of Empires II. Na rozdíl od něj je zde totiž možné jednotky a budovy pokládat přes sebe, dokáže pracovat s velkými horami a prudkými svahy. Dále zde jsou přítomné aktivace, cinematické pohledy, animace, speciální efekty, apod.

## Specifika jednotlivých národů

### Egypťané
Velmi stará civilizace s neobvyklými hrdiny, to znamená, že to nejsou žádní bojovníci (jako u Řeků), ale Faraon (u Boha Seta může vyrábět zvířata jako potravu nebo obranu, každý nový věk dává nové zvířata) a mniši. Je to civilizace ekonomicky hodně vyspělá. Její síla se projeví až v 3. věku, neboť mají pomalý start.
Faraon dává bonusy budovám:
- Počet surovin donesené do Faraónem posilované budovy je zřetelně zvýší.
- Jednotky se cvičí rychleji.
- Vylepšení se uskuteční rychleji.
- Věže střílí rychleji.
- Dokáže léčit jednotky.

Mnich je určen pro boj s MU (mytologické jednotky), ale také dokáže léčit jednotky. staví monumenty (sochy), kterých může být až pět. Pomocí monumentu si získávají přízeň bohů. Monumenty mohou být posilovány faraónem, aby pracovaly výkonněji. Monumenty bohyně Isis blokují ve svém okolí nepřátelskou magii.

### Řekové
Řekové jsou v této počítačové hře jedním ze třech hlavních etnik, s nimiž se hráč setká ve zdejší herní kampani. Mají velké množství hrdinů a různých mýtů. Řečtí hrdinové jsou mnohem lepší než ostatní hrdinové, ale jsou také mnohem dražší na výcvik. Řekové mají možnost výcviku čtyř hrdinů (každý věk = nový hrdina). Ideální národ pro začátečníky.
Favor (přízeň bohů) lze u Řeků získat nejjednodušším způsobem. Stačí nařídit vesničanovi, aby se šel modlit ke chrámu, u něhož se může modlit i více vesničanů.
Řecká armáda je silná na zemi, na vodě, ale největší výhodu mají v kavalérii, kterou mají nejlepší ze všech národů.

### Seveřané
Seveřané mají poměrně dobré hrdiny, počet vikinských hrdinů – Hersirů – je neomezený, ale zato se dost dlouho cvičí. Hersirové vydělávají favor nejvíce a nejúčinnější jsou proti mytickým jednotkám.
Seveřané získávají favor za zabité jednotky (třeba i za zvěř) a za Hersiry, je to asi nejtěžší způsob získávání favoru.
Zajímavostí je, že budovy může stavět pěchota, ale ne vesničané. Vikingové mají pojízdné vozíky, do kterých sbírají suroviny (nemají žádné sklady – budovy pro suroviny).
Tento národ je považován v této hře za nejobtížnější ke hraní a nejrychleji se rozjíždějící.

### Atlanťané
Jsou jedinou civilizací z datadisku The Titans Expansion dodaného ke hře 15. října 2003.
Atlanťané dokážou udělat hrdinu za suroviny z jakékoli lidské jednotky mimo MU (i z vesničana). Těchto hrdinů můžete mít neomezeně, ale nejsou zase tolik silní. Předělání jednotky na hrdinu podstatně vylepší její vlastnosti a změní jí bonusové poškození na MU. Účinnost na určitý typ jednotek zůstane ale stejný.
Atlanťané získávají favor za postavená městská centra (čím více center, tím více favoru), proto mohou Atlanťané stavět městská centra už od začátku.
Zajímavostí je, že atlantský vesničan nepotřebuje žádnou sýpku ani povoz a tak ukládá suroviny přímo na osla kterého si vede vedle sebe. Je o něco dražší a déle se načítá než normální vesničan. Můžete jich mít maximálně 25. Upgrady na těžbu surovin se zkoumají v budově jménem Ekonomický spolek, což je přídavek kvůli nedostupné sýpce či skladu, ve které ostatní civilizace zkoumají upgrady na těžbu surovin (nejdou sem však ukládat suroviny).
Další zajímavostí je jejich průzkumná jednotka Oraculo (věštec) ze kterého jde také udělat hrdina. Pokud jde, nic nevidí. Když se však zastaví, tak po chvíli začne mít rozhled velký asi jako egyptský obelisk.
Obytné domy (panství) Atlanťanům přidávají na rozdíl od jiných civilizací 20 populace a ještě se do nich může schovat 5 lidí. Dá se jich však postavit jen 5.

### Číňané
Jsou civilizací přidanou ke hře v datadisku Tale of The Dragon 28. ledna 2016. Tento datadisk je součástí pouze remaku Age of Mythology: Extended Edition. Remake i datadisk jsou dostupné přes službu Steam.
Číňané mohou používat speciální budovy zvané zahrady. Tyto budovy jsou dostupné už od prvního věku, mohou jich mít značné množství a generují všechny typy surovin včetně favoru. Chtěnou surovinu stačí zvolit v jedné zahradě a přepnou se na ni i všechny ostatní. Tímto způsobem Číňané generují favor.
Immortal (Nesmrtelný) je čínský hrdina, který používá meč pro boj z blízka a luk pro boj na dálku. Lze jich mít pouze 8 najednou. Jako další hrdina je zde Monk (Mnich), který je nejen silný proti mytickým jednotkám (ačkoliv ne tolik jako Immortal), ale také dokáže konvertovat jednotky na svou stranu.